# Solenobia seileri
Solenobia seileri är en fjärilsart som beskrevs av Sauter 1954. Solenobia seileri ingår i släktet Solenobia och familjen säckspinnare. Inga underarter finns listade i Catalogue of Life.